# Strada europea E67
La strada europea E67, conosciuta anche come Via Baltica è una strada di importanza europea che ha origine a Praga in Repubblica Ceca, e termina ad Helsinki in Finlandia, attraversando Polonia, Lituania, Lettonia ed Estonia. È la più importante strada di collegamento tra i Paesi Baltici.
La parte finale tra Tallinn ed Helsinki è via nave, con circa 20 partenze ogni giorno in ogni senso.
Quasi tutti i numerosi chilometri della "Via Baltica" si snodano su strade statali a una corsia per senso di marcia. L'unica autostrada al momento conclusa ed operante è la D11 in Repubblica Ceca che parte da Praga e si conclude (solo temporaneamente poiché sono in corso lavori di prolungamento) a Hradec Králové, non molto lontano dal confine di Nachod-Kudowa Sdroj con la Polonia.
In Polonia la E67 coincide con l'Autostrada A8, e con le superstrade S8 e S61. Il tragitto della E67 in Polonia è in continuo rimodernamento e si notano molto di frequente cantieri dal nord al sud della Polonia. Nel tratto tra Varsavia e Łódź, la E67 ha due corsie per senso di marcia a carreggiate separate ma non è classificata come superstrada, e il limite di velocità rimane di 90 km/h, a causa di semafori, intersezioni a raso e passaggi pedonali.
La Via Baltica, attraversate le cittadine polacche di Augustów, Białystok e Suwałki, dopo un breve tratto collinare, entra in Lituania al valico di Budzisko-Kalvarija dove, fino alla caduta e chiusura dei check-point sovietici, si formavano lunghe code di camion in attesa.
In Lituania il paesaggio è totalmente pianeggiante e la strada è sempre a una corsia per senso di marcia con limite di 90 km/h tranne che per pochi chilometri vicino a Kaunas dove c'è una tangenziale. In Lituania la numerazione E67 è affiancata dalla numerazione nazionale A4 che proseguirà attraverso tutti gli stati Baltici fino a Tallinn. La Via Baltica, in Lituania, Lettonia ed Estonia è tenuta molto meglio che in Polonia, si attraversano molte zone rurali e il traffico è praticamente inesistente. Il paesaggio Estone è caratterizzato da folte foreste di abeti incontaminate e dalla presenza di renne ed alci che attraversano, spesso di notte, la strada facendo correre seri pericoli.

## Percorso
Le città maggiori attraversate partendo da nord a sud sono:
- Helsinki;
- Tallinn;
- Pärnu;
- Riga;
- Pasvalys;
- Panevėžys;
- Kaunas;
- Marijampolė;
- Augustów;
- Varsavia;
- Breslavia;
- Praga.

Al momento, fonte di controversie è il passaggio dell'autostrada ad Augustów, in Polonia, dato che l'arteria, secondo il progetto, dovrebbe passare attraverso delle paludi di particolare importanza naturalistica.